# Anotogaster gregoryi
Anotogaster gregoryi – gatunek ważki z rodziny szklarnikowatych (Cordulegastridae).